# Héctor García Mora
Hector Luis García Mora (San Juan de la Maguana, 1 de noviembre de 1991) es un boxeador profesional dominicano. Ocupó el título superpluma de la AMB entre 2022 y noviembre de 2023. En junio de 2024 estaba clasificado como el séptimo mejor peso superpluma activo por la revista The Ring.

## Carrera de boxeo profesional

### Carrera temprana
García hizo su debut profesional contra Marlembron Acuña el 16 de diciembre de 2016. Ganó la pelea por nocaut en el tercer asalto. García dio su primer paso en la competencia el 10 de noviembre de 2018, cuando fue reservado para enfrentar a Robin Zamora por el título vacante de peso pluma Fedelatin de la AMB. Ganó la pelea por nocaut en el segundo asalto. García hizo su primera defensa del título de peso pluma Fedelatin de la AMB contra Anvar Yunusov el 27 de julio de 2019. Ganó la pelea por decisión dividida, con puntuaciones de 105-103, 107-101 y 102-106.
Luego de un par de victorias contra Miguel Moreno González e Isaac Avelar, García fue reservado para enfrentar a Chris Colbert el 26 de febrero de 2022, en una eliminatoria por el título súper pluma de la AMB, como reemplazo tardío de Roger Gutiérrez , quien se retiró cuando dio positivo por COVID-19. García ganó la pelea por decisión unánime, derribando a Colbert en el séptimo asalto y ganando por decisión unánime con tarjetas de puntuación de los jueces de 119-108 y 118-109 dos veces.

### Campeón superpluma AMB

#### García vs. Gutiérrez
Se esperaba que García desafiara al actual campeón superpluma de la AMB, Roger Gutiérrez, el 10 de julio de 2022 en el Poliedro de Caracas en Caracas, Venezuela. La pelea fue pospuesta más tarde, ya que los promotores no pudieron organizar una pelea en Venezuela. La AMB ordenó a ambas partes renegociar los términos para evitar que la pelea llegue a una audiencia de subasta. La pareja llegó a un acuerdo y reprogramó la pelea para el 20 de agosto. La pelea tuvo lugar en la cartelera secundaria de Adrien Broner y Omar Figueroa Jr. García luchó detrás de su jab durante los primeros ocho asaltos de la pelea, lo que mantuvo a su oponente relativamente inactivo. Aunque Gutiérrez aceleró el ritmo en el noveno asalto, García ya había acumulado una ventaja significativa y ganó la pelea por decisión unánime. Dos jueces calificaron la pelea 117-111 a su favor, mientras que el tercer juez anotó la pelea 118-110 a favor de García.

#### García vs Davis
García se enfrentó al campeón mundial de tres pesos, Gervonta Davis, en una pelea de peso ligero en el Capital One Arena en Washington D. C. el 7 de enero de 2023. La pelea fue un asunto muy reñido, hasta que Davis conectó un recto de izquierda a principios de la pelea. octava ronda. Poco después, estalló una pelea entre la multitud en el ringside cuando quedaban 2 minutos y 8 segundos en el octavo asalto, lo que provocó que la pelea se detuviera temporalmente. Cuando se reanudó la acción, Davis volvió a encontrar el éxito con su mano izquierda, lastimando visiblemente a García. Este último estaba desorientado después de retirarse a su taburete en su rincón, quejándose de su vista. La pelea fue detenida y Davis ganó mediante retiro en la esquina del octavo asalto , lo que marcó la primera derrota de la carrera de García.

#### García vs. Roach
El 20 de marzo de 2023, la AMB ordenó a García que hiciera una defensa obligatoria del título contra el contendiente número uno del ranking, Lamont Roach Jr. Se convocó una licitación para el 25 de mayo, que fue ganada por TGB Promotions de García con un oferta de 351.000 dólares.

## Récord de boxeo profesional
| Récord profesional | Récord profesional | Récord profesional |
| 21 peleas          | 16 victorias       | 2 derrotas         |
| Nocaut             | 10                 | 1                  |
| Decisión           | 6                  | 1                  |
| Empates            | 3                  | 3                  |
| ------------------ | ------------------ | ------------------ |

| Resultado | Récord   | Rival                  | Método | Asalto - Tiempo | Fecha                    | Localización                                                      | Notas                                                     |
| Derrota   | 16-2 (3) | Lamont Roach Jr.       | SD     | 12              | 25 de noviembre de 2023  | Michelob Ultra Arena, Paradise, Nevada,                           | Perdió el título superpluma de la AMB                     |
| Derrota   | 16-1 (3) | Gervonta Davis         | TKO    | 9 (12), 0:13    | 7 de enero de 2023       | Capital One Arena, Washington D. C.,                              | Por el título de peso ligero de la AMB (Regular)          |
| Victoria  | 16-0 (3) | Roger Gutiérrez        | UD     | 12              | 20 de agosto de 2022     | Hard Rock Hotel & Casino, Hollywood, Florida, U.S.                | Ganó el título superpluma de la AMB.                      |
| Victoria  | 15-0 (3) | Chris Colbert          | UD     | 12              | 26 de febrero de 2022    | The Cosmopolitan, Paradise, Nevada,                               |                                                           |
| Victoria  | 14-0 (3) | Isaac Avelar           | UD     | 8               | 18 de diciembre de 2021  | MGM Grand Garden Arena, Armory, Minneapolis, Minnesota,           |                                                           |
| Victoria  | 13-0 (3) | Miguel Moreno González | TKO    | 4 (8) - 0:57    | 21 de julio de 2021      | Pabellon de Boleibol, Santo Domingo,                              |                                                           |
| Empate    | 12-0 (3) | Marco Acevedo          | NC     | 3               | 16 de diciembre de 2020  | Hotel Catalonia Malecon Center, Santo Domingo,                    | Retuvo el título pluma Fedelatin de la AMB.               |
| Victoria  | 12-0 (2) | Anvar Yunusov          | SD     | 11              | 16 de diciembre de 2020  | Coliseo Carlos 'Teo' Cruz, Santo Domingo,                         | Retuvo el título pluma Fedelatin de la AMB.               |
| Victoria  | 11-0 (2) | Ronal Ron              | RTD    | 3 (8) - 3:00    | 27 de abril de 2019      | Club el Millon, Santo Domingo,                                    |                                                           |
| Empate    | 10-0 (2) | Charlie Serrano        | NC     | 1 (10)          | 2 de marzo de 2019       | USF Sundome, Tampa, Florida,                                      |                                                           |
| Victoria  | 10-0 (1) | Robin Zamora           | KO     | 2 (11)          | 10 de noviembre de 2018  | Hotel Jaragua, Santo Domingo,                                     | Ganó el título vacante de peso pluma Fedelatin de la AMB. |
| Victoria  | 9-0 (1)  | Leonel Lugo            | TKO    | 2 (8) - 2:33    | 25 de agosto de 2018     | Polideportivo María Auxiliadora, Santo Domingo,                   |                                                           |
| Victoria  | 8-0 (1)  | Antoni Armas           | KO     | 1 (8) - 0:57    | 16 de julio de 2018      | Hotel Jaragua, Santo Domingo,                                     |                                                           |
| Victoria  | 7-0 (1)  | Rafael Hernández       | KO     | 6 (6) - 1:45    | 23 de junio de 2018      | Club el Millon, Santo Domingo                                     |                                                           |
| Victoria  | 6-0 (1)  | José Luis Graterol     | TKO    | 4 (6) - 0:39    | 24 de febrero de 2018    | Club Mauricio Báez, Santo Domingo,                                |                                                           |
| Victoria  | 5-0 (1)  | Manuel González Garcia | TKO    | 2 (8) - 1:31    | 22 de diciembre de 2017  | Los Prados Social Club, Santo Domingo,                            |                                                           |
| Empate    | 4-0 (1)  | Alfonso Pérez          | NC     | 3 (8) - 3:00    | 14 de septiembre de 2017 | Hotel Jaragua, Santo Domingo                                      |                                                           |
| Victoria  | 4-0      | Maikol Beaumont        | UD     | 6               | 26 de julio de 2017      | Hotel Jaragua, Santo Domingo                                      |                                                           |
| Victoria  | 3-0      | Miguel Encarnacion     | TKO    | 2 (6) - 1:03    | 24 de junio de 2017      | Hotel Jaragua, Santo Domingo                                      |                                                           |
| Victoria  | 2-0      | Robinson Garcia        | UD     | 6               | 24 de febrero de 2017    | Maunoloa Night Club y Casino, Santo Domingo, República Dominicana |                                                           |
| Victoria  | 1-0      | Marlembron Acuna       | RTD    | 3 (4) - 3:00    | 16 de diciembre de 2016  | Maunoloa Night Club y Casino, Santo Domingo, República Dominicana |                                                           |